# Actia mimetica
Actia mimetica là một loài ruồi trong họ Tachinidae.